# Wspólnota administracyjna Reichersbeuern
'Wspólnota administracyjna Reichersbeuern – wspólnota administracyjna (niem. Verwaltungsgemeinschaft) w Niemczech, w kraju związkowym Bawaria, w rejencji Górna Bawaria, w regionie Oberland, w powiecie Bad Tölz-Wolfratshausen. Siedziba wspólnoty znajduje się w miejscowości Reichersbeuern. Powstała 1 maja 1978 w wyniku reformy administracyjnej.
Wspólnota administracyjna zrzesza trzy gminy wiejskie (Gemeinde): 
- Greiling, 1 385 mieszkańców, 7,65 km²
- Reichersbeuern, 2 226 mieszkańców, 15,41 km²
- Sachsenkam, 1 284 mieszkańców, 15,93 km²